# Студений Плес
Студе́ний Плес (рос. Студёный Плёс) — селище у складі Міждуріченського міського округу Кемеровської області, Росія.

## Населення
Населення — 21 особа (2010; 5 у 2002).
Національний склад (станом на 2002 рік):
- росіяни — 60 %
- шорці — 40 %